# 藤井光五郎
藤井 光五郎（ふじい てるごろう、1867年7月23日〈慶応3年6月22日〉 - 1947年〈昭和22年〉7月17日）は、日本海軍の軍人。最終階級は海軍機関少将。

## 経歴
福本藩（交代寄合 池田松平家、6千石）公用人・藤井義柄の三男として生まれる。1883年9月、旧海軍機関学校（4期）に入学、1887年7月に卒業、翌年9月、海軍少機関士に任官。フランス出張（「厳島」回航委員）、呉水雷隊攻撃部機関長心得、横須賀鎮守府造船部造機科主幹、「扶桑」乗組、機関工練習所教官兼部長などを歴任し、1896年1月からイギリスへ留学しグラスゴー大学で学んだ。
1900年に帰国し、海軍大学校教官、呉造船廠造機科主幹、横須賀造船廠造機科主幹、イギリス出張（造船監督官）などを経て、1906年1月、海軍機関大佐となった。横須賀工廠造機部長、イギリス出張（造船監督官）などを歴任した。1910年12月、海軍機関少将に進級し、海軍艦政本部第4部長に就任した。
1914年1月、シーメンス事件が発覚し、同年2月17日に待命となり、海軍軍法会議により懲役4年6か月の実刑判決、正五位返上を命じられ、勲三等、功五級及び明治二十七八年従軍記、明治三十三年従軍記章、明治三十七八年従軍記章を褫奪され、同年9月14日に失官した。

## 栄典
- 1895年（明治28年）11月18日 - 明治二十七八年従軍記章[5]
  - 1914年（大正3年）9月14日 - 従軍記章褫奪

## 家族
- 妻 藤井錫（たま） 土屋光春（陸軍大将）の娘
- 兄 藤井義信（陸軍少佐）・藤井茂太（陸軍中将）